# サイコアーマー ゴーバリアン
『サイコアーマー ゴーバリアン』は、1983年7月6日から同年12月28日まで、テレビ東京系で全26話が放送されたテレビアニメ（ロボットアニメ）、およびそれに登場する巨大ロボットである。
リアルロボットとスーパーロボットの特徴を組み合わせたヒーローロボット（サイコアーマー）に超能力アクションを加えたテレビアニメで、毎回ハードな展開が繰り広げられていた。

## 作品紹介
超能力がブームとなっていた80年代初期に、それをロボットアニメに活かす意味合いで製作された。原作は永井豪とダイナミック企画であり、『グロイザーX』以来のテレビ東京とナック製作のロボットアニメとなった。また、ナックが製作した最後のロボットアニメでもある。
放映当初は、70年代に席巻したスーパーロボットアニメからリアルロボットアニメへと移行していた時であり、そのため『マジンガーZ』をアレンジした主役メカのゴーバリアンのデザインなどのスーパーロボット的な要素と、『機動戦士ガンダム』の設定にあるスペースコロニーの登場などのリアルロボット風要素が活かされているシーンが混じり合い、それがストーリーに出てくるのが特色となっている。
グロイザーXと同様に、マジンガーシリーズやゲッターロボシリーズなどの従来の永井豪の作品とは完全に独立した作品である。そのためメディアへの露出は少なく、現在まで、リメイクやスーパーロボット大戦シリーズなどへの登場例はない。例外的に、2000年にダイナミック企画の創立25周年記念として制作された『ダイナミック スーパーロボット総進撃』ではゲスト出演している。

## ストーリー
異次元宇宙のガラダイン軍が地球を狙っていた。防衛隊が出撃するも、ガラダイン軍の戦闘機であるフラインジャー編隊と、巨大戦闘ロボットジェノサイダーの前には歯が立たず、苦戦を強いられていた。
これに対抗すべく彼らと同じ異次元の科学者ゼクー・アルバは、地球のサイコ・ジェネス（無から物質を生成する能力）の持ち主たちを超能力戦士として集結させる。彼らの超能力で創造される巨大ロボットはサイコアーマーと呼ばれ、強大な戦闘能力と自己再生能力を持っていた。主人公イサムは自ら生成したサイコアーマー「ゴーバリアン」でガラダイン軍に戦いを挑む。

## 登場人物

### グランドー
イサム・ナポト
声 - 平野義和
主人公の日本人青年。正義感が強く、やや猪突な面もあるが、サイコアーマー隊のリーダーへと成長していく。
家庭を顧みず研究に没頭していた父親と折り合いが上手くいっていなかったが、ガラダイン帝国の襲来で母と妹のり子を失い、ゼクーに呼び出され、サイコアーマーゴーバリアンに乗り込み、ガラダインとの戦いに突入していく。
戦いと、仲間達との友情と支えによって、その超能力は次第に強化され、第16話で支援メカのバリホークを生み出す事になる。
アチカ・リサ
声 - 三浦雅子
本作ヒロインで、テレパシー能力と、しおれかけている草花を蘇らせるヒーリング能力を持ち合わせている心優しい性格の少女。戦闘時にはオペレーターを担当。
イサムと違い、家族が健在だったが、第7話で父親を殺されてしまう。イサムに好意を寄せており、それをバスターに見抜かれていたが、戦いの中ではそれを表に出すことはない。EDでは彼女のみが全編に渡って出演。
クルト・バスター
声 - 竜田直樹
国際空軍の元パイロットで、その腕を買われてサイコアーマーレイドの初代操縦者となる。初期メンバーの中では、軍人という事もあって、最も冷静沈着だった。
リサに想いを寄せており、リサがイサムが好きだということも見抜いていたが、第8話でグランドーを守る為に戦死。
ハンス・シュルツ
声 - 堀内賢雄
二代目サイコアーマーレイドの操縦者のドイツ人青年で、バスター戦死前には、サイコジェネスで、宇宙艇を自身の力で創造していたりした。
少々皮肉屋で口調が冷たいように見えるものの、性根は熱血漢である。初期には他のメンバーや、アトラスとのいざこざが絶えなかったが、バスター戦死以降は地球を守る使命に目覚め、イサム達と共に最前線で戦う。
カリム・アトラス
声 - 福士秀樹
サイコアーマーガロム搭乗者の巨漢。力自慢の大食漢でかつ、少々ドジでおっちょこちょいだが、そのお人好しで人間味溢れる性格は時として仲間達を和ませた。ライラに好意を持っている。
発足当時はハンスとはなにかと対立していたが、第12話で負傷してハンスの介抱を受け、逃げ込んだスペースコロニーの人々から共に冷たい仕打ちを浴び続けながらも戦う中で、男の友情で結ばれる。
ピケ
声 - 秋山るな
南海の島が出身の少女で、プケとは双子の姉妹であり、姉となる。
まだまだ幼く、やんちゃでイタズラ好きだが、戦う時にはプケと共にイサムのバックアップアシストを行い、バリホークの生成や、イサムに自分達の力を送ったりする。プケと互いに超能力を発動させる際には、「ピーッ、プーッ、ケッ！！」という掛け声を挙げる。
プケ
声 - 立川千晶
ピケの妹である超能力姉妹の片割れ。
ピケと同じく、初期は超能力でよくイタズラを起こしていたが、第5話ではメリアに捕まって窮地に陥ることもあった。二人ともイサムに好意を持っているようで、同話ではリサに素直では無い感謝をしている。
トンガリ
声 - 大原美佳子
中国人の少年で、ガラダイン襲撃時に両親を喪ったところをイサムに救われる。
ピケとプケに比べて目立たないが、性格は年少グループの中では一番冷静で大人であり、危険察知や情勢分析能力などにも長ける。初期にはバスター、ハンスと共にレイドの製作にも加わっていた。
ライラ・スワニー
声 - 室井深雪
白人の少女で、大企業令嬢だった。リサと共にグランドーのオペレーターを務める。
予知能力に長け、予知夢によってガラダインの襲撃を察知する事もあった。イサムと同じく、家庭を顧みず、母親を死なせてしまったような父親に憎しみを感じていたが、第９話で再会した父が身体を張って自社の社員達を守って死んだのを見届けて、父親を理解した。
ミッキー・ヨシカワ
声 - 竜田直樹
第8話で初登場、第10話で加わる眼鏡の気弱な青年。
アトラスに変わってガロムを操縦したり、イサム、ハンス、オルドンと共にガラダイン星に共に行ったりもしたが、自分の気の弱さ故にメンバーの足手まといになっている事を感じ、第23話では離脱しようとも思った事もあったが、地球へのガラダインの非情な行為に怒りを覚え、再び戦場に戻る。
ロス・コガロ
声 - 西村智博
第18話から登場する新入りの黒人隊員。登場後は、グランドーの砲座手になる。
戦いに逸る気持ちが強く、第22話ではパルダーの制止を聞かずに勝手にゴーバリアンに乗り込んで、危機に陥る。
パルダー・ナト
声 - 羽村京子
第18話で加わる新米白人青年。
戦闘的なロスと違い、慎重な性格だったが、その為第22話でロスから「臆病者」呼ばわりされるも、勝手にゴーバリアンを持ち出したロスに鉄拳制裁を浴びせて反省させると同時に、和解した。
エリナ・パルチ
声 - 野口きよみ
ロス、パルダーと同じく第18話から登場する女性隊員。
リサやライラと異なり、考え方が軽く、イサムに変わってゴーバリアンに乗り込もうとするなど、かなりいい加減な性格。第22話では、ロスやパルダーと共に第4のサイコアーマーを造り上げようとしたものの、果たせず。
ゼクー・アルバ
声 - たてかべ和也
イサム達を自身の元へと結集させたガラダイン星人で、強力な妖能力（超能力）を持つ。
元々はガラダイン星の科学者であり、グランドーと3体のサイコアーマーを建造し、超能力を用いた平和利用の研究に勤しんでいたが、ガラダイン皇帝が研究を応用して、次元宇宙の征服に乗り出した事から、反旗を翻すようになる。
厳格で克つ、包容力も持ち合わせ、イサム達にとっても精神的支柱となり、自ら地球人に積極的に接触し、ガラダイン打倒の為に尽力していくが、最終回で地球を救うため、グランドーで自らガラダイン皇帝座乗のデグリゾーンに入り込み、グランドーもろとも自爆してガラダインを葬った。
オルドン
声 - 竜田直樹
ゼクーの助手を務めるガラダイン星の生物で、人語を話せるだけではなく、自らも強力な妖能力を持っている。ゼクーの事を「旦那」と呼ぶ。
イサム達のお目付役でもあり、彼等に対してはかなりの上から目線。「ホッ！」と語尾に付けて話す口癖がある。最終回でゼクーと別れ、イサム達の最後の戦いを見届けるが、ゼクーとガラダインの死を知った際に「ゼクーも、ガラダインも、お前達地球人に負けたんだよ･･･････。」と意味ありげな言葉を呟いている。
ネコパン
第16話から登場する太った猫とタヌキを混ぜ合わせたような姿の宇宙生物で、ミッキーがガラダイン星の居酒屋で、そこに居る大男からペットとして飼っていたのを譲って貰ったが、ガラダイン星の生物なのか、そうでないのかは不明。
オルドンのような人語は話せないものの、超能力を持ち、イサム達の思考を理解し、同調することは可能で、以降グランドーのマスコットとなる。

### ガラダイン帝国
メリア
声 - 大原美佳子
ガラダイン帝国の女戦士として名が知られており、当初は一目置かれていた。地球もすぐに侵略する筈だったが、ゼクーによって組織されたサイコアーマー隊に阻まれ、特にイサムとゴーバリアン相手には度々敗北を重ねて地位を失い、そのことで憎悪してイサムを付け狙うものの、地球に置き去りにされた事により、地球環境では超能力が少しずつ失われていく事で、以降彼等とは戦わなくなる。
しかし、そうした中で地球人達の優しさに触れて愛を覚えて改心し、更にゼクーにガラダインの情報を渡して協力者となっていく。そして第25話でグロン・デスロームの弱点を見つけ出して伝えた後、クリストを道連れにする形で自爆。最後はイサムに対し「生まれ変わったら、あなたと又会いたい」と言い遺した。
クリスト
声 - 井上和彦
ガラダイン帝国の戦闘隊長で、階級ではメリアよりも上。
野心家で、一時はゴーバリアンに敗退を重ねた事で、降格処分を受けるが、狡猾な手を使ってドムソンやダムーラを蹴落とし、彼等よりも高い地位に就くことに成功する。
そうしてゼクー達を倒し、地球を滅ぼして、ガラダイン帝国の実権を握ろうとするが、改心したメリアによってその道と命を絶たれた。
ドムソン
声 - 鈴置洋孝
クリストと同格のガラダイン帝国軍人で、移動要塞デモンドスを仕切っている。
クリストに変わってゼクー達を抹殺して帝国内でのし上がろうとしていたが、クリストの策略によってデモンドスを失い、イサム達にガラダイン星侵入を許した挙げ句に、ガラダイン皇帝からの怒りに触れて片腕を切り落とされてしまう。
第16話でその恨みをイサム達にぶつけて、ハンスのレイドを倒すが、イサムのゴーバリアンに敗れて戦死。
ダムーラ
声 - 鈴木勝美
ガラダイン帝国最前線基地の要塞ダインガラームの司令官。当初はクリスト、ドムソンよりも格上だったが、イサム達を取り逃がした失態をガラダイン皇帝に知られた上に、クリストによって降格処分にされ、ダインガラームの指揮権も奪われてしまう。
ダインガラームを失った後、第24話では戦闘員としてグランドーを襲い、ライラを負傷させるが、その為にアトラスの怒りを買って倒される。
ジャギー
声 - 上田敏也
第9話のみに登場した戦闘隊長で、ジェノサイダーボーバルを操って、強力な妖能力でアトラスのガロムを追い詰めるが、イサムのゴーバリアンとハンスのレイドによる参戦と、共同攻撃によって倒された。
ゴロキー
声 - 上田敏也
第22話のみに登場した戦闘隊長。デスガンダー部隊を率いて、ロスが勇んで出撃してきたゴーバリアンを危機に陥れるが、バリホークで駆け付けたイサムが合体したゴーバリアンのフルパワーの前に部隊は壊滅的損害を受け、這々の体で逃げ帰るも、それ以降出番は無い。
ガラダイン皇帝
声 - 上田敏也
ガラダイン帝国最高権力者である皇帝で、非情な独裁者。次元移動と自らの強大な妖能力で次元宇宙を侵略し、侵略した星々を自身のコレクションにしていた。
その絶大な力は、ガラダイン帝国全体に恐怖という名の忠誠を持たせているが、一方で恐妻家であり、妻である皇妃には手を焼いている。
部下達による地球侵略が失敗した後に、遂には自らデグリゾーンで乗り出してきたが、ゼクーとグランドーの自爆によって、デグリゾーンと共に爆死する。
ミリー・リー
声 - 室井深雪
ガラダイン皇帝が飼っている妖精のような生物で、「フフフフ…」と笑うような発声をする。
皇帝にとっては最も癒やしの対象であったが、デグリゾーンの爆発でガラダインと共に死ぬ。

### その他のキャスト
トオル・ナポト博士(第４、13、19、20、26話)
声 - 徳丸完
イサムの父の科学者で、家庭をあまり顧みなかった事で、当初はイサムにとっては憎悪の対象でもあった。
しかし、地球を守るために家庭を犠牲せざるを得なかった理由を息子が知った事で和解し、スペースコロニーを守るバリアー内蔵ミサイルの開発に尽力する。
ナポト博士の部下(第19話)
声 - 安宅誠
バスター将軍（第7、11話）
声 - 徳丸完
クルト・バスターの父で、国際防衛軍の中核的人物。軍人の家系であり、息子が地球防衛の為にサイコアーマー隊に入った事にも誇りを抱いていた。
バスター戦死の報に衝撃と悲しみを受けつつも、発奮して前線にも立つが、クリストの攻撃で窮地に陥るも、イサムに救われる。イサム達からバスターへの評価を聞かされた事と、その戦い振りを見て、息子が素晴らしい友人達を持った事を再確認する。

マキムラ本部司令(第18話)
声 - 広瀬正志
国際防衛軍の幹部で、バスター将軍が主帳するサイコアーマー隊との連携をするべきと云う認識を持ってはいるが、ゼクーが敵異星人だという抵抗を抱く他の幹部や兵士達を説得出来てはおらず、板挟みであった。それをオルドンにも見抜かれている。
スヌート(第16話)
声 - 沢木郁也
シーラ・トランス(第16話)
声 - 野口きよみ
ハンスがガラダイン星で出会った美少女で、ガラダインの事を憎んでいた。
ハンスと出会った事で心を通わせるが、再び地球に戻らなければならないハンスの事情を知り、ワープ装置をコントロールして涙で別れる。
ナレーション
声 - 井上和彦
各話ナレーションと予告編を担当。なおビデオソフト化の際には、放映時本編には無い予告をしている。

## サイコアーマー
サイコアーマーはサイコ・ジェネスによって生成されたマシンの名称である。エネルギー源はパイロット自身のサイコパワーである。
サイコ・ジェネスの能力は人（地球人・妖次元人それぞれ）によって異なり、また、個人差などがある。サイコ・ジェネスは自身のレベルアップにより、様々な能力の発現や進化が見られる。しかし、その能力が衰えると、生成能力などが失われてしまうため、強大な超能力を維持するための鍛錬が必要となる。また、歳をとるごとに超能力が衰える現象が起こるため、一部の例外はあるが基本的に超能力者は若年層に限られている。
サイコ・ジェネスを使用しての修復・進化ができ、機体が失われても記憶に設計データがある限り、何度でも生成が可能である。サイコアーマーの基本データが記憶にあればオリジナルの機体も生成可能だが、データが不足している場合は、生成できないか、たとえ生成できたとしても出来損ないの機体になってしまう場合もある。
サイコアーマー生成時の効果音はウルトラマンの変身音の流用。

### グランドー側のサイコアーマー
レジスタンス側の科学者であるゼクーが開発したサイコアーマーは、量産を前提としている（第2話のセリフにより）。
ゼクーによってもたらされた設計データにより、イサム達はサイコアーマーの生成ができるようになった。
初期は複数人のサイコ・ジェネスによる生成が必要だったが、中期以降は単独での生成が可能となった。さらにゴーバリアンはイサムの超能力のレベルアップにより、バリホークを纏うような形でパワーアップを遂げている。
ゴーバリアン
パイロットはイサム。サイコアーマーの中では唯一変形機構と合体機構を持ち、バリホークと合体する事で強化形態にパワーアップする。
全高13m、重量47t
装備

- サイコクラッシュ：腕から発射されたサイコパワーが敵を包み破壊する。使用頻度は高く、サイコクロスと共に必殺技扱いになる事も多い。
- サイコバリヤー：敵の攻撃を防ぐエネルギー障壁。
- サイコビーム:両目から発射される破壊光線。
- サイコエレクター：胸から強力な電子束ビームを発射。
- サイコサーベル：額から放出されるサイコエネルギーによって創りだす剣。使用は第20話のみ
- サイコバズーカ：ゴーバリアンが使うバズーカ砲だが、バズーカよりは手持ち長銃といった形状で、ポスターや玩具パッケージなどでも描かれている。サイコエネルギーの弾丸を連続して打ち出すことが可能だが、劇中未使用。
- サイコクロス：額の十字から放射されるエネルギーが手裏剣状になり敵を切り裂く。敵への止めによく使われる技で、第20話ではサイコサーベルとの合わせ技を披露した。

バリアンダガー
ゴーバリアンの飛行形態。この形態に変形することで高速移動や戦闘を行うことが可能となる。
第2話でゴーバリアンの操縦練習中に脚部を誤って損傷し、その際に修理したときに偶然この形態に変形してしまった。その後の戦闘でイサムが変形方法を見つけたため、それ以降は自由に変形できるようになったが、その後の登場回は第11話しかない。
なお、番宣ポスターや玩具パッケージでのイラストでは、上部にサイコバズーカを載せており、実際の玩具にもこのギミックはあったものの、劇中ではそれの運用もなかった。一部雑誌ではゴーバリアンダガーと表示されている。
バリホーク
第16話から登場するゴーバリアンの支援機。双機首の機体であるが、右側が主砲であるサイコキャノンとなっている。同話では遠隔操縦のゴーバリアンを囮にして、その隙にイサム操縦のバリホークがガラダイン城を攻撃、城への突破口を開いた。
第22話に再度登場したときには、動けなくなったゴーバリアンに合体、バリホーク側のコックピットが移動し、パイロットが交代するシーンが見られた。
バリホーク・ハイポテンシャル
ゴーバリアンがバリホークを纏うように合体した強化形態。初登場は第16話から。妖次元界で生成した際にその姿で現れている。サイコパワーを最大限に活かせる形態だが、その分エネルギー消費量が多いため、頻繁に合体することはなかった。
バリホークの右機首であるサイコキャノンは右脇に移動、ハイポテンシャルの主砲となる。サイコクラッシュ、サイコクロス、サイコキャノンを同時発射する「オールパワーサイコクラッシュ」が最大の技で、ジュノサイダーの大群を撃破するほどの威力を持つ。
第18話ではイサムがピケとプケの助けも借りて一時成形しかけるも失敗。しかし、トルネードの攻撃で危地に陥った際に、成形を完成させて突破する。

レイド
当初はバスターがパイロットだったが、戦死後はハンスがパイロットに。
バスター機はバスターの死と共に完全に失われたが、レイドの設計データを受け継いだハンスが同じ機体を創造している。
全高11m、重量43t
装備
- レーザーリング：腹部の砲門から、リング状のレーザー光弾を発射。連射も出来る。
- レーザーライフル：精密射撃を得意とするバスターが使う武器。そのため、バスター機のみが装備している。妖次元界で生成した機体には標準装備されていたが、ハンスには使いこなせなかったため、それ以降の生成では装備されなかった。
- レーザーキャノン:両胸脇の円形砲塔から発射するレーザー砲。

ガロム
パイロットはアトラスだが、第10話でミッキーも操縦する。
遠距離戦に対応するサイコアーマーであるが、機体自身のパワーを生かした戦闘も行うこともある。
全高11m、重量63t
装備
- サイコカノン：胸部の砲門から発射。第10話ではミッキーの操縦で発射したが、上手くいかなかった為に、アトラスから叱責された。
- ブリザードカノン：同じく胸部から発射する冷凍弾で、一撃でフラインジャーを凍結して粉砕する威力を持つが、第12話でアトラスが負傷した状態で戦った時には、いつも通りの威力を発揮出来なかった。

### ガラダイン軍のサイコアーマー
ガラダイン側のサイコアーマーは「ジェノサイダー」と呼ばれている。こちらも量産型が存在するが、上級兵士には専用のジェノサイダーが用意される。また、別コンセプトの機体である「デスガンダー」も存在する。

#### ジェノサイダー
グリンガ（第1話、第2話、第25話）
メリアの最初の専用機。ザリガス搭乗後はその姿を見せなかったが、最終決戦時に新たな機体を創り出しクリストと対決、相打ちになる。
ザリガス（第3話、第4話、第5話、第7話、第10話、第11話）
降格させられたメリアが奪取した新型ジェノサイダー。紫のカラーリングと、左脇の連装機銃が特徴。
ドグロス（第4話、第6話、第8話、第12話、第14話、第15話、第16話、第19話、第25話）
人型のジェノサイダーで、グリーンとパープルのカラーリング。攻撃隊長であるクリスト機のほか、ドムソン機が存在し、登場回数も多く、イサム達を何度も苦しめた。
ボーバル（第9話）
新たな指揮官であるジャギーが乗るジェノサイダー。ザリガスの脚を無くし、変わりに腕を生やしたようなデザインで、カラーリングはイエロー。
トルネード（第18話）
ほかの機体よりも大型なジェノサイダーで、ドグロスを強大化させた様な姿で、ゴーバリアンを胸部に捕縛し、サイコエネルギーを吸収する機能を備えている。
ドランゲス（第19話）
トルネードと同じ巨大なジェノサイダーだが、それまでのジェノサイダーと異なり、人型や怪物型ではなく、宇宙船のような姿をしている。
巨体と厚い装甲でゴーバリアンの攻撃さえ寄せ付けなかったが、後部30度の唯一の弱点を、メリアからの情報提供で知ったイサムによって突かれ、撤退を余儀なくされる。
デスガンダー（第20話）
ブラックホールなどの過酷な環境に耐えうる、他のジェノサイダーとは異なるコンセプトのクリスト専用機で、赤いカラーが特徴。
量産型デスガンダー(第21話以降)
ドグロスに似て、ズングリさせたようなタイプの機体。後に量産される。
ダムーラ機（名称不明、第17話、第24話）
ダムーラが乗る機体。4本の手を持って襲いかかり、イサム達を苦しめるが、アトラスのガロムに倒される。

## その他のメカ

### グランドー側
グランドー
ゼクーが設計した巨大移動基地。長方形に近い形状の本体の周囲に、円状の構造物で囲っている独特の形状をしている。宇宙、大気圏どちらでも飛行可能。
武装は両舷の大型連装砲と、ミサイル、更に各部に設置した対空レーザー機銃など。
小型宇宙艇
第6話でハンスがサイコジェネスによって生成した宇宙艇。ハンスはこの機体でガラダイン本体を潰そうとするが、待ち伏せに遭って危機に陥る。
戦闘機
第8話でバスターがハンスと共に乗り込んだ小型戦闘機。損傷を受けたグランドーが戦闘を逃れる為、敵の目を欺く囮として使われた。ホログラフ発生装置を搭載し、それでグランドーの立体虚像を造り出す。
脱出艇
グランドーに搭載されている長方形型の脱出艇で、宇宙、大気圏のどちらでも行動可能であり、配色もグランドーと同じ白。グランドーから離脱した場合の臨時指揮場としての役割も兼ねている。
最終話でゼクーは自分以外の全てのメンバーをこれに乗せ、南極のグロン・デスローム攻撃に向かわせた後、自らはデグリゾーンに向かう。

### ガラダイン側
フラインジャー
ガラダイン軍の大気圏、宇宙両方で使用される戦闘機。正面からみるとへの字のような主翼が特徴で、コクピットキャノピーの下に、連装式レーザー砲を持つ。
多数配備されており、地球全土を攻撃。集団による熾烈な攻撃は都市を壊滅させる程の威力で、その攻撃で地球の多くの大都市が瓦礫だけの廃墟となってしまう。
グラインジャー
ガラダイン軍の地上制圧用メカで、フラインジャーの主翼を排し、長砲身砲塔と長い脚部を付けたようなデザイン。フラインジャーと同様に大群による物量で攻撃を仕掛けてくる。
デモンドス
ドムソンが指揮する移動要塞。オレンジ色の配色で、鋭角な角状の構造物を持つ。
第11話でクリストを追撃したレイドとガロムに砲撃し、ガロムと搭乗していたアトラスに深傷を負わせた。その後もスペースコロニー襲撃などで度々イサム達を苦しめたが、第15話でクリストの策略もあって、ゴーバリアンとレイドの自爆によって爆破される。
人工ブラックホール
第20話に登場したもので、クリストがゴーバリアンを引き込むのに使用。
一度使用してその中に入ったが最後、どちらかがやられるか、もしくはどちらも倒されるかしないと脱出出来ない魔の異次元空間で、外部から侵入する事も不可能。この中で強いられる戦いを「ブラックホール・デスマッチ」と呼ぶ。
慣れない空間での戦いにイサムは劣勢に陥るが、サイコサーベルとサイコクロスの連続攻撃を用いて機体を失いながらも、相討ちとなって脱出に成功する。
ダインガラーム
月面に鎮座するダムーラが指揮する巨大要塞。月の内部に根を張り、月と地球の気象を操る巨大な気象コントロール装置の機能を持つ他にも、ガラダイン本星に通じるワープ装置を持つ。
ダムーラ降格後には、クリストが指揮を採り、第21話でグランドーとサイコアーマー隊を巻き添えに自爆しようとしたが、果たせなかった。だが、その後に更なる脅威であるグロン・デスロームが現れる。
グロン・デスローム
クリストが指揮するダインガラームの発展型ともいうべき超巨大要塞。南極に取り付き、そこで地球の気象をコントロールすべく、地中に根を張る。
強力な対空砲火とバリアーで、サイコアーマー達でさえ歯が立たなかったが、弱点を見抜いたメリアからの情報提供と、ゼクーがガラダインを道連れに自爆した事によってコントロールが弱まり、サイコアーマー隊の一斉攻撃によって破壊され、戦いは終結した。
デグリゾーン
ガラダイン皇帝が乗る超巨大移動要塞。グランドーの数十倍ともいえる巨体と、その攻撃を一切寄せ付けない堅固さを持つガラダイン軍最終兵器。ガラダインはここからグロン・デスロームをコントロールして、地球壊滅を宣告し、ゼクーを屈服させようとする。
だが、ガラダインからの降伏要請に応じた振りをしたゼクーは、グランドーと共に動力部に飛び込んで自爆、それによってガラダインもろとも滅んだ。

## スタッフ
- 原作：永井豪とダイナミック企画（連載誌：『てれびくん』（小学館））
- 企画：西野聖市（ナック）
- プロデューサー：江津兵太（テレビ東京）、外崎清→戸井田博史（ナック）
- シリーズ構成：荒木芳久
- 総監督：奥田誠治
- 原画・動画：ドラゴンプロダクション、みゆきプロダクション、スタジオコクピット、アニメアール、創映、スタジオワールド、他
- 動画作監：坂井文夫、古宮尚彦
- キャラクター原案：永井豪
- キャラクターデザイン：福田皖
- メカニックデザイン：たてば沢樹
- 美術監督：鈴木森繁
- 美術設定：番野雅好
- 色指定：松浦賢子、井口則子
- 撮影監督：清水洋一（ティ・ニシムラ）
- 編集：米内山順子、塩崎久子
- 現像：東京現像所
- 音楽：矢野立美
- 製作：テレビ東京(※第8話より参加)、ナック

## 主題歌
オープニングテーマ - 「孤独の旅路」
エンディングテーマ - 「ララバイ」
2曲ともに、作詞 - 貴智明 / 作曲 - 井上俊次 / 編曲・歌 - ネバーランド / レーベル - キングレコード
後にアニメ音楽を多く手掛けることになる井上俊次のアニメソング・デビュー作であるが、当時の井上は漫画やアニメに興味がなかったという。 
CDの発売は永らく無かったが、2009年に発売された『ロボットアニメ大鑑 上巻』（発売元 - キングレコード㈱・スターチャイルドレーベル）にはOP、ED、挿入歌が合わせて収録されている。また、この2曲には影山ヒロノブによるカバーバージョンが存在する（2004年『ゲッター伝説＋10』（監修 - 永井豪 / 発売 - ビー！スマイル　所収）。

## 各話リスト
初回放送日は、キー局・テレビ東京でのもの。
| 話数 | 初回放送日    | サブタイトル                     | 脚本              | 絵コンテ       | 演出       | 作画監督          | 登場ジェノサイダー                                  |
| ---- | ------------- | -------------------------------- | ----------------- | -------------- | ---------- | ----------------- | --------------------------------------------------- |
| 1    | 1983年 7月6日 | 炎の中戦士誕生                   | 荒木芳久          | くまざきさとる | 奥田誠治   | 福田皖            | グリンガ                                            |
| 2    | 7月13日       | 超能力戦士ファーストファイル     | 荒木芳久          | くまざきさとる | 宮崎一哉   | 木下ゆうき        | グリンガ ドグロス                                   |
| 3    | 7月20日       | 女戦士メリアの熱い憎しみ         | 荒木芳久          | くまざきさとる | 吉田浩     | 福田皖            | ドグロス ザリガス                                   |
| 4    | 7月27日       | 戦場の回転木馬                   | 園田英樹          | 宮崎一哉       | 宮崎一哉   | 平山則夫          | ザリガス                                            |
| 5    | 8月3日        | わんぱく双児のメロディー         | 田口勝彦 荒木芳久 | 笠原達也       | 笠原達也   | 福田皖            | ザリガス                                            |
| 6    | 8月10日       | 宇宙の暴走ライダー               | 渡邊由自          | 長尾粛         | 長尾粛     | 平山則夫          | ドグロス                                            |
| 7    | 8月17日       | 俺たちの戦い                     | 荒木芳久          | 石川康夫       | 石川康夫   | 福田皖            | ザリガス                                            |
| 8    | 8月24日       | 虹に消えたバスター               | 園田英樹          | 宮崎一哉       | 宮崎一哉   | 平山則夫          | ドグロス ザリガス                                   |
| 9    | 8月31日       | 愛と憎しみのファミリー           | 田口勝彦          | くまざきさとる | 浅田裕二   | 福田皖            | ボーバル                                            |
| 10   | 9月8日        | アトラスの青春                   | 渡邊由自          | 長尾粛         | 中村喜則   | 飯野皓            | ザリガス                                            |
| 11   | 9月14日       | 亜空間最前線                     | 園田英樹          | 笠原達也       | 笠原達也   | 福田院            | ザリガス                                            |
| 12   | 9月21日       | 追撃・ドムソン軍団               | 渡邊由自          | 長尾粛         | 根岸弘     | 佐藤厚            | ドグロス                                            |
| 13   | 9月28日       | 激戦・スペースコロニー           | 荒木芳久          | 山谷光和       | 原田伊佐央 | 福田院            | 次元移動用ジェノサイダー                            |
| 14   | 10月5日       | 凱歌・デモンドス大爆発           | 水永早友未        | くまざきさとる | 宮崎一哉   | 高橋朝雄          | ドグロス ジェノサイダー・バタム                     |
| 15   | 10月12日      | 妖次元・ガラダイン城             | 園田英樹          | 福田皖         | 本橋鷹王   | 福田皖            | ドグロス                                            |
| 16   | 10月19日      | 脱出!残された愛                  | 園田英樹          | 木下敏治       | 木下敏治   | 木下敏治 松本勝次 | ドグロス                                            |
| 17   | 10月26日      | 巨大要塞ダインガラーム           | 渡邊由自          | 石川康夫       | 石川康夫   | 福田皖            | 三つ首型ジェノサイダー                              |
| 18   | 11月2日       | 哀歌・戦場のかなた               | 荒木芳久          | 宮崎一哉       | 宮崎一哉   | 平山則夫          | トルネード クモ型ジェノサイダー                     |
| 19   | 11月9日       | 月・地獄の炎                     | 西尾正人          | 根岸弘         | 宮崎一哉   | 平山則夫          | ドランゲス ドグロス                                 |
| 20   | 11月16日      | 暗黒デス・マッチ                 | 荒木芳久          | 岡迫和之       | 岡迫和之   | 福田皖            | カタツムリ型ジェノサイダー クリスト専用デスガンダー |
| 21   | 11月23日      | 月面爆破・ダインガラーム         | 高橋司            | くまざきさとる | 宮崎一哉   | 平山則夫          | 量産型デスガンダーA                                 |
| 22   | 11月30日      | 妖魔の砦グロン・デスローム       | 園田英樹          | くまざきさとる | 本橋鷹王   | 福田皖            | 量産型デスガンダーA                                 |
| 23   | 12月7日       | 次元侵略要塞                     | 渡邊由自          | 長尾粛         | 長尾粛     | 平山則夫          | 量産型デスガンダーA                                 |
| 24   | 12月14日      | 死闘極点のブリザード             | 園田英樹          | 岡迫和之       | 宮崎一哉   | 平山則夫          | ダムーラ機（名称不明） 量産型デスガンダーA          |
| 25   | 12月21日      | 最終作戦開始～メリア対クリスト～ | 荒木芳久          | 石川康夫       | 石川康夫   | 福田皖            | グリンガ ドグロス 量産型デスガンダーA               |
| 26   | 12月28日      | 壊滅?地球次元移動                | 荒木芳久          | くまざきさとる | 水城涼     | 福田皖            | 量産型デスガンダーA デスガンダー                    |

## 放送局
放送日時は同時ネット局と個別に出典が掲示されているものを除き、1983年9月中旬 - 10月上旬時点のものとする。
- テレビ東京（製作局）：水曜 19:30 - 20:00
- 札幌テレビ：日曜 8:30 - 9:00（1983年7月31日から1984年1月29日まで放送）[5]
- ミヤギテレビ：土曜 7:45 - 8:15[6]
- 福島テレビ：月曜 17:00 - 17:30（1983年9月まで） → 木曜 17:30 - 18:00（1983年10月から）[7]
- 新潟総合テレビ：月曜 16:55 - 17:25→日曜 6:35 - 7:05[8]
- 北日本放送：水曜 17:00 - 17:30（1983年7月27日から1984年2月1日まで放送[9]）
- テレビ山梨：日曜 6:35 - 7:05[10]
- テレビ静岡：日曜 10:00 - 10:30
- テレビ愛知：水曜 19:30 - 20:00（開局と同時にネット開始）
- びわ湖放送：木曜 17:30 - 18:00[8]
- テレビ大阪：水曜 19:30 - 20:00
- 奈良テレビ放送：月曜 19:00 - 19:30[8]
- 熊本県民テレビ：月曜 17:00 - 17:30[11]

## ソフト化
VHSビデオが1985年に発売。全6巻となるが、次回予告や、収録されなかった回やシーンが散見され、不完全なものだった。
2013年6月20日、DVD1 - 4巻が、同年7月20日に5 - 8巻とDVD-BOXが、ラインコミュニケーションズから発売された。

## 玩具
玩具はポエムから出され、プラモデルはニットーから発売。
ポエム
- 強合金DXサイコチェンジゴーバリアン　（サイコサーベル、サイコバズーカ付属。バリアンダガーへ変形。）
- 強合金LGタイプゴーバリアン　（DXより小型で、スタンダード版というべき商品。サイコサーベル、サイコバズーカ付属。バリアンダガーへ不完全変形。）
- 強合金X1タイプゴーバリアン　（LGタイプより更に小型にした商品。サイコサーベル、サイコバズーカ付属。バリアンダガーへ不完全変形。）
- マグネタイプゴーバリアン　（無変形のソフトビニール人形）

ニットー
- ゴーバリアン
- レイド
- ガロム
- ドグロス

ユージン
- 懐ロボミュージアム ゴーバリアン（サイコバズーカ付属）

ユニオンクリエイティブ
- FRAME ACTION MEISTER サイコアーマー ゴーバリアン（大張正己デザイン　サイコサーベル、サイコバズーカ付属。バリアンダガーへ変形。）

この他、グッドスマイルカンパニーから、「MODEROID　アームドマジンカイザー　ゴウヴァリアン」が発売。本編とは関係無いが、マジンカイザーが、強化パーツとなったバリアンダガーを纏うことでゴーバリアン（ゴウヴァリアン）となる。